# آندریا ورال
آندریا ورال (انگلیسی: Andrea Worrall؛ زادهٔ ۱ آوریل ۱۹۷۷) بازیکن فوتبال اهل بریتانیا است.
از باشگاه‌هایی که در آن بازی کرده‌است می‌توان به باشگاه فوتبال زنان منچستر سیتی، باشگاه فوتبال منچستر سیتی، باشگاه فوتبال زنان اورتون، و باشگاه فوتبال زنان لیورپول اشاره کرد.
وی همچنین در تیم ملی فوتبال زنان ولز بازی کرده‌است.